# Аамсе
А́амсе (ест. Aamse küla) — село в Естонії, у волості Рідала повіту Ляенемаа.

## Населення
Чисельність населення на 31 грудня 2011 року становила 2 особи.

## Географія
Поблизу села проходить автошлях 103 (Рідала — Ніґула).

## Історія
З 1998 року село відновлено як окремий населений пункт.